# 게리 브루커
게리 브루커(영어: Gary Brooker, 1945년 5월 29일 ~ 2022년 2월 19일)는 영국의 가수이자 피아니스트였으며, 프로그레시브 록 밴드 프로콜 하럼의 창립자이자 리드 싱어였다.

## 경력
브루커는 1962년 기타리스트 친구 로빈 트로워와 함께 파라마운츠를 창립했다. 이 밴드는 비틀즈, 애니멀스, 스펜서 데이비스 그룹, 롤링 스톤스 등을 배출한 1960년대 영국 R&B 무대에서 존경을 받았다. 특히 롤링 스톤스는 1960년대 초에 여러 번 그들과 무대를 공유하면서 파라마운츠의 팬이었다.
1966년 브루커는 친구 키스 리드와 함께 프로콜 하럼을 창립했다. 〈A Whiter Shade of Pale〉은 프로콜 하럼이 가장 잘 알려진 세계적인 히트곡이지만 브루커의 우울한 보컬과 감성적이고 다양한 피아노 연주는 밴드의 음악적 혼합의 핵심 부분이었다. 초기에는 브루커, 해먼드 오르가니스트 매튜 피셔, 그리고 트로워가 밴드를 이끄는 음악적 힘이었지만, 스타일의 차이가 너무 심해지고 피셔와 트로워가 떠난 후, 브루커는 확실한 리더였다. 브루커는 솔로 활동을 시작했고 1979년에 《No More Fear of Flying》 음반을 발매했다.
같은 해, 브루커는 친구이자 이웃인 에릭 클랩튼의 밴드에 가입했다. 브루커와 함께, 그들은 스튜디오 음반 《Another Ticket》을 발매했다. 클랩튼은 1981년에 밴드 전체를 해고했지만, 그와 브루커는 그 후에도 좋은 친구로 남아 있었고, 수 년 동안 서리 힐스의 이웃이었다. 브루커는 클랩튼과 몇 년에 걸쳐 여러 번의 일회성 자선 공연에 합류했다. 브루커는 1985년 음반 《Stereotomy》에서 알란 파슨스 프로젝트의 노래 〈Limelight〉에서 리드 보컬을 불렀다. 브루커는 네덜란드의 가수 아드 피제르의 음반 《Hi-Tec Heroes》에서 따온 싱글인 〈No News from the Western Frontier〉의 리드 보컬을 불렀다.

## 개인 생활 및 사망
1968년 7월, 브루커는 1965년 즈음에 만난 스위스의 한 쌍인 프랑수아즈 리에도(프랑키)와 결혼했다. 그 부부는 자식이 없었다.
브루커는 컨트리사이드 얼라이언스의 후원자였고 그 단체를 위한 기금을 마련하기 위해 콘서트에서 연주했다. 2003년 6월 14일, 그는 그의 자선 활동을 인정받아 2003년 여왕의 생일 훈장에서 대영 제국 훈장 5등급(MBE)을 받았다.
브루커는 2022년 2월 19일 서리주의 자택에서 76세의 나이로 암으로 사망했다.